# Соня-полчок
Со́ня-полчо́к, или полчок (лат. Glis glis) — грызун семейства соневых.

## Внешний вид
Соня-полчок самая крупная из сонь: длина тела взрослых особей 13—18 см, масса — 150—180 г. Внешне полчок напоминает миниатюрную серую белочку, но без кисточек на округлых ушах. Ступни и ладони голые, довольно широкие, с подвижными цепкими пальцами. Особенно подвижны на стопе I и V пальцы, способные отводиться перпендикулярно по отношению к остальным пальцам. Кисти развернуты наружу под углом почти в 30 градусов, — это позволяет полчку передвигаться по тонким веткам. Хвост длинный — 10,9—15,4 см, довольно пушистый; сверху серый, снизу белёсый.
Мех у полчка невысокий, но пышный и пушистый, поскольку состоит в основном из пуховых волос. Окрашен полчок практически однотонно. В его окраске преобладают два цвета: дымчато-серый или серовато-бурый цвет спины и светло-серый, желтоватый или белый цвет брюха. Вокруг глаз обычно имеются тонкие тёмные кольца, иногда почти незаметные.

## Распространение
Полчок широко распространён в равнинных и горных лесах Европы, Кавказа и Закавказья, встречаясь от Франции и северной Испании до Поволжья, Турции и северного Ирана. Интродуцирован в Великобритании, на возвышенности Чилтерн. Водится на островах Средиземного моря: Сардинии, Корсике, Сицилии, Крите и Корфу. Найден в Туркменистане близ Ашхабада.
На территории России встречается крайне неравномерно — его ареал представлен изолированными участками, расстояние между которыми может быть значительным. Полчка можно встретить в Курской области и в бассейне р. Волги: в Волжско-Камском крае, в Нижегородской области, Татарстане, Чувашии, Башкирии; на левобережье Волги известен только в Самарской области. На севере его распространение ограничено р. Окой. В южных степных районах Европейской части России полчок отсутствует и снова встречается только в пределах нижней зоны и предгорий Большого Кавказского хребта. Наиболее обычен и многочислен он на Кавказском перешейке и в Закавказье.

## Образ жизни
Полчок более других сонь привязан к широколиственным и смешанным лесам, где разнообразна кормовая база. Предпочитает населять густые леса с заметной примесью диких плодовых деревьев и ягодников. Нередко поселяется в садах и виноградниках или рядом с ними. В горах поднимается до границы широколиственных лесов — до 2000 м над уровнем моря. Населяет участки спелого леса с преобладанием дуба, бука, граба, липы, с богатым подлеском из плодовых кустарников — кизила, лещины, жимолости, боярышника. На северо-востоке российского ареала обитает в липово-дубовых лесах с примесью клёна, вяза, осины, орешника с ежевикой и малиной в нижнем ярусе. По каменистым волжским берегам живёт в расщелинах скал.
Полчок ведёт ночной древесный образ жизни, почти не спускаясь на землю. Подобно белке, это быстрый, живой зверёк. Прекрасно лазает по стволам и тонким сучьям; легко совершает большие (до 7—10 м) прыжки с дерева на дерево. Гнёзда он устраивает в дуплах деревьев, значительно реже — в пустотах среди камней или под упавшими стволами. Внутри строит гнездо из мха, растительных волокон, пуха. В местах, где развешиваются искусственные убежища для птиц, сони отдают им явное предпочтение, нередко устраивая своё гнездо поверх птичьего и становясь причиной гибели кладок яиц и птенцов.

### Питание
По типу питания полчки вегетарианцы, чей рацион состоит из вегетативных частей растений, семян и плодов: желудей, лещины, грецких орехов, каштанов, буковых орешков, различных ягод и плодов (груши, яблоки, виноград, черешни, сливы, тутовник). Из плодов и винограда полчки выедают косточки. Хищничество для них не характерно; беспозвоночные (слизняки, гусеницы, многоножки, жуки) попадают в их желудок случайно вместе с растительной пищей.
Зверьки любят спелые фрукты и ягоды, поэтому во время кормежки сперва пробуют плод и недостаточно зрелый бросают на землю. Разбросанные сонями недозрелые яблоки и груши нередко привлекают медведей и кабанов. Недоеденные полчками плоды используют в пищу и мышевидные грызуны.

## Жизненный цикл
До конца мая-июня соня-полчок находится в зимней спячке. Пробуждается этот зверёк позднее других сонь. Так, на Кавказе полчки массово выходят из спячки только во второй половине июня, когда в лесах и садах созревают плоды алычи и шелковицы. Через 10-12 дней после пробуждения самцов, когда самки успевают войти в течку, начинается гон. Он протекает шумно, сопровождается повышенной активностью, драками между самцами. Метки, которые зверьки в это время оставляют на ветках, камнях и просто на земле настолько пахучи, что их способен ощутить даже человек. Другой признак гона — издаваемые зверьками по ночам звуки, среди которых ворчание, хрюканье, резкие крики, нередко заканчивающиеся свистом; они могут повторяться с разными интервалами в течение всей ночи. Тогда же можно услышать и пение полчка, напоминающее «тции-тции-тции»; оно может длиться непрерывно до 10 минут.
После спаривания пара распадается. Беременность у самки длится 20—25 дней (по другим данным — 30—32 дня); в помёте бывает 1—10 (чаще 4—6) детёнышей весом 1—2 г. Развиваются новорожденные довольно медленно. После 12 дня у них открываются слуховые проходы, в 13 дней прорезаются первые резцы, а в 18—21 день открываются глаза. Ещё до прозревания, когда детёныши достигают возраста 15—16 дней, самка начинает подкармливать их изо рта измельченной и размягченной пищей (листьями, ягодами, плодами). С 25 дня детёныши пытаются питаться самостоятельно, а в возрасте 5—6 недель покидают родительское гнездо и начинают расселяться. Половой зрелости молодые полчки достигают на следующий год, а размножаться начинают только на 2-й или даже 3-й год жизни. Впервые размножающиеся самки спариваются позднее старых, поэтому в году у полчков 2 пика размножения — в конце июня и в начале августа.
Активный период у полчков составляет всего 4—5 месяцев в году. С сентября по ноябрь полчки начинают залегать в спячку, причём первыми в спячку уходят взрослые самцы и позже всех — зверьки-сеголетки. В конце лета, когда световой день начинает сокращаться, полчки роют подземные туннели 90—180 см длиной и 15—60 см глубиной, куда и удаляются при похолодании. Некоторые зверьки проводят зиму на сеновалах, чердаках домов, под стволами упавших деревьев, в прикорневых пустотах, в беличьих гнёздах или даже в пустых ульях. Зачастую в одном убежище зимуют несколько зверьков — по 4—8; обычно это самки или молодые из одного выводка. Во время спячки метаболизм у зверьков падает до 2 % от обычного, однако, будучи потревоженными, они немедленно просыпаются. В теплых районах зверьки иногда прерывают спячку, чтобы покормиться. Во время зимней спячки, как правило, гибнет до 2/3 сеголеток, не успевших за осень накопить достаточно жировых запасов.
Врагов у полчка немного, в первую очередь это совы. Предельный срок жизни полчков в природе составляет 4,5 года.

## Природоохранный статус

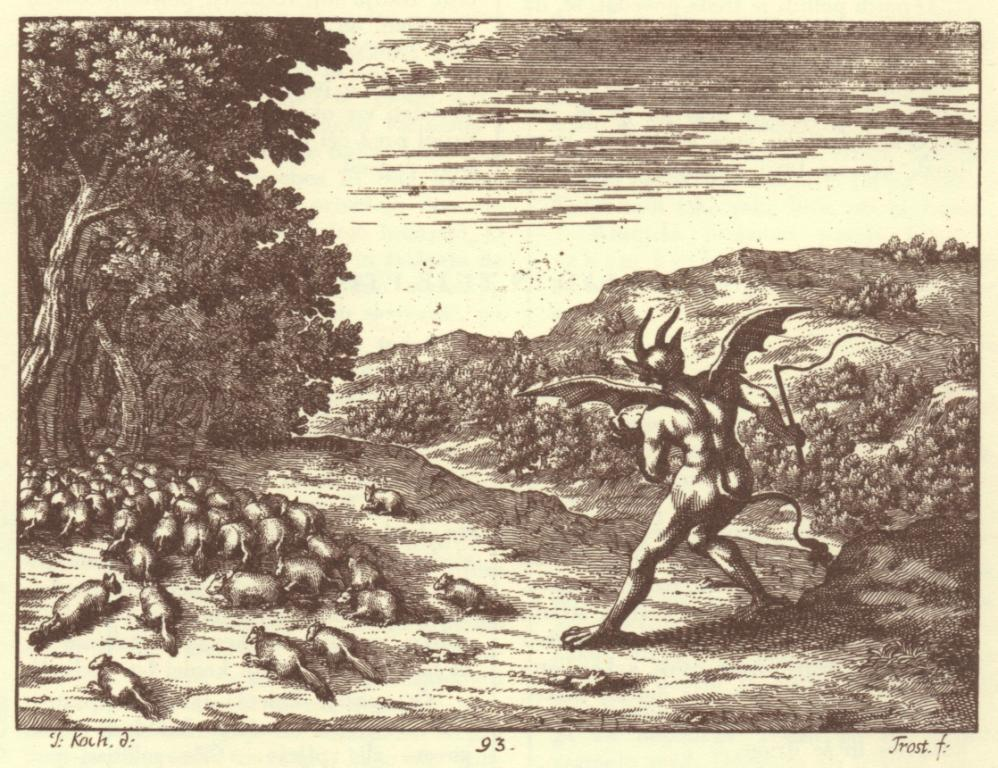
"Чёрт пасёт сонь-полчков", гравюра XVII века

Численность полчков сильно разнится в зависимости от части ареала. Они очень редки в странах Прибалтики, но довольно обычны в Западной и Южной Европе. В северных и северо-восточных частях ареала полчок обитает мозаично, встречаясь в верховьях Дона и среднем течении Волги. При этом он весьма многочислен на Карпатах, на Кавказе, в Закавказье. Здесь полчок легко уживается рядом с человеком, нередко нанося ощутимый урон фруктовым садам и особенно виноградникам. Зверек начинает поедать виноград задолго до его созревания, как только в ягоде образуются семена; страдают от него также яблони, груши и другие плодовые деревья.
Мех полчка довольно красив, заготавливается в незначительном количестве. Мясо съедобно, употреблялось в пищу ещё в Древнем Риме; на некоторых европейских языках соня-полчок до сих пор называется «съедобной соней». Согласно Плинию Старшему, Петронию, Марциалу и кулинарной книге, приписываемой Апицию, римляне откармливали соней-полчков в терракотовых горшках-глирариях и подавали на стол фаршированными.
В Словении сезон охоты на соню-полчка с 1 октября по 30 ноября. Охотники-любители добывают этого зверька в некоторых районах страны главным образом ради его жира, который ценится в народной медицине.
В домашних условиях полчков содержат редко, так как эти зверьки проводят в спячке около 7 месяцев в году, бодрствуют в сумерки и ночью и не любят, когда за ними наблюдают. В спячку они впадают, даже если их содержат в тёплом помещении. Кроме того, полчки в неволе не становятся ручными и при неосторожном обращении могут укусить.